# Чулково (Московская область)
Чулко́во — деревня в Раменском районе Московской области России, входит в состав сельского поселения Чулковское.

Боровской курган возле Чулково

Основана во второй половине XVI века. До 1929 года Чулково было центром одноимённой волости.
В 2 км западнее деревни находится заросший лесом холм — Боровский курган (Дьяковское городище), насыпанное, по преданию, на могиле воинов, погибших в сражении с ордами Батыя. Отсюда в сентябре 1812 года Михаил Илларионович Кутузов начал марш-манёвр русских войск, отходивших под натисков армии Наполеона по Рязанской дороге. Под прикрытием арьергарда из казаков Кутузов повернул войска в сторону Тульской и Калужской дорог. Данный манёвр получил название Тарутинского по имени села Тарутино, где развязалась первая битва с французами.
В деревне есть школа, Дом культуры, два детских сада, продуктовые магазины, два торговых центра. На окраине деревни располагается сельскохозяйственное предприятие ЗАО ПХ «Чулковское».

## Население
| 1926 | 2002 | 2010 |
| ---- | ---- | ---- |
| 635  | ↘325 | ↗491 |